# Tilsitt (navire, 1810)
Pour les articles homonymes, voir Tilsit (homonymie).
Le Tilsitt est un navire de ligne de 80 canons de la classe Bucentaure de la marine impériale française puis dans la marine royale néerlandaise du Royaume des Pays-Bas. Il est conçu par l'ingénieur naval Jacques-Noël Sané, surnommé le « Vauban de la marine ».

## Origine du nom
Le Tilsitt doit son nom aux traités de paix du même nom de l'Empereur Napoléon avec le Tsar de Russie Alexandre I et le roi de Prusse Frédéric-Guillaume III. Ces traités de paix mettent fin à la victoire décisive française lors de la guerre de la Quatrième Coalition. Ils consacrent la position dominante de la France en Europe et affaiblissent considérablement la Prusse,,, permettent la création du duché de Varsovie et forment un axe franco-russe destiné à résoudre les conflits entre les nations européennes.
Les victoires françaises éclatantes de Napoléon à Iéna (1806), Friedland (1807), celle de Davout à Auerstaedt (1806) et la victoire difficile de Napoléon à Eylau (1807) donneront leurs noms à de nombreux vaisseaux de classe Bucentaure.

## Carrière
Il reste à Anvers dans l'escadre de l'Escault sous le commandement du vice-amiral MissiessyIl. défend la rade d'Anvers jusqu'en 1814.
Il est donné au Royaume des Pays-Bas à la suite du traité de Fontainebleau de 1814. Il est mis en service dans la marine royale néerlandaise sous le nom de Neptunus. Il est démoli en 1818.